# 1628
| 1628               |
| ------------------ |
| Dødsfald - Fødsler |
|                    |

| Gregoriansk kalender | 1628 MDCXXVIII          |
| Ab urbe condita      | 2381                    |
| Armensk kalender     | 1077 ԹՎ ՌՀԷ             |
| Kinesiske kalender   | 4324 – 4325 丁卯 – 戊辰 |
| Etiopisk kalender    | 1620 – 1621             |
| Jødisk kalender      | 5388 – 5389             |
| Hindukalendere       |                         |
| - Vikram Samvat      | 1683 – 1684             |
| - Shaka Samvat       | 1550 – 1551             |
| - Kali Yuga          | 4729 – 4730             |
| Iransk kalender      | 1006 – 1007             |
| Islamisk kalender    | 1037 – 1038             |

Konge i Danmark: Christian 4. 1588-1648
Se også 1628 (tal)

## Begivenheder
- 10. august – det svenske krigsskib Wasa synker på sin jomfrurejse
- 28. oktober - Belejringen af La Rochelle afsluttes efter fjorten måneder med huguenotternes overgivelse.

## Født
- 24. marts – Sophie Amalie af Braunschweig-Lüneburg, dansk dronning (død 1685).

## Dødsfald
- 21 april - Ægidius Lauridsen, dansk rektor i Ribe (født 1568).